# TRPG:サプリ
『TRPG:サプリ』は、アトリエサードが発行するテーブルトークRPGに関する雑誌である。アトリエサードが製作や販売に関わっているゲームのサポートを主な目的とする。創刊は2000年11月で、当初は年3回刊行であったが、後に事実上不定期刊行となり、2005年の第6号以後は刊行されていない。
雑誌の前身となったのはスザク・ゲームズのファンクラブの会報誌であった『別冊FSGI』で、スザク・ゲームズの製品をアトリエサードが出版するようになってからは、スザク・ゲームズ製品に限らず、アトリエサードが関わっている全てのテーブルトークRPGの記事を扱うようになり、雑誌名もリニューアルされた。
なお、記事としては少ページではあるが、アトリエサードが直接関わっていない完全他社製品も扱っている。
また、他誌にない特徴として業界の著名人へのインタビュー記事を、毎号多くのページ数を割いて掲載しているということがある。

## サポートされたTRPG
- イット・ケイム・フロム・ザ・レイト・レイト・レイトショウ
- ガープス
  - ガープス・ルナル
  - ガープス・ドラゴンマーク
- 上海退魔行
- 深淵
- 真・女神転生RPG
  - 真・女神転生TRPG 覚醒篇
- スターオーシャン Till the End of Time TRPG
- 特命転攻生
- トラベラー
- バイオレンス
- パラダイス・フリートRPG
- ヒーローウォーズ (Hero Wars)
- ブルーローズ
- モンスターメーカーTRPGレジェンド
- 輪廻戦記ゼノスケープ
- ワールド・オブ・ダークネス (World of Darkness)
  - ヴァンパイア:ザ・マスカレード (Vampire: The Masquerade)
  - ワーウルフ:ジ・アポカリプス (Werewolf: The Apocalypse)
  - メイジ:ジ・アセンション (Mage: The Ascension)

## 増刊
入門者ガイドの他、システムリスト及び全国ショップリストといった内容で2冊刊行された。
- 『TRPGがやりたい!! 2001年度版TRPGガイド』(2002/5/1) ISBN 4-88375-028-0
- 『TRPGが「もっと」やりたい』 (2003/8/29) ISBN 4-88375-046-9